# كلية سميث
كلية سميث (بالإنجليزية: Smith College)‏ هي جامعة، تأسست في 1870، في الولايات المتحدة، وهي عضوة في Five College Consortium ‏، وDigital Library Federation ‏، وCenter for Research Libraries ‏.